# Österreichische Fußballnationalmannschaft (U-16-Junioren)
Die österreichische U-16-Fußballnationalmannschaft ist eine Nationalmannschaft des Österreichischen Fußball-Bundes (ÖFB), der ausschließlich Spieler des jüngeren Jahrgangs der B-Junioren angehören. Spielberechtigt sind solche Spieler, die am Stichtag 1. Januar eines Jahres das 16. Lebensjahr noch nicht vollendet haben. Trainiert wird die Mannschaft von Hermann Stadler.

## Geschichte
Infolge einer Regeländerung der UEFA bezüglich des Stichtages (vom 1. August auf den 1. Januar eines Jahres) wurden im Jahr 2001 wurden die bestehenden U-16-Wettbewerbe auf die Altersklasse U-17 umgestellt. Die österreichischen U-16-Junioren bestreiten seither lediglich Freundschaftsspiele und nehmen seit 2013 jährlich an einem UEFA Development Tournament teil.

### U-16-Europameisterschaft
Vor dieser Regeländerung hatten die österreichischen U-16-Junioren mehrfach an der Europameisterschaft teilgenommen. Größter Erfolg war der Finaleinzug im Jahr 1997, wo man Spanien erst im Elfmeterschießen unterlag. Die Qualifikation zu einer Weltmeisterschaft gelang der Mannschaft nicht.
| - 1982: nicht qualifiziert - 1984: nicht qualifiziert - 1985: nicht qualifiziert - 1986: Vorrunde - 1987: Vorrunde - 1988: Vorrunde - 1989: Vorrunde - 1990: nicht qualifiziert - 1991: Vorrunde - 1992: nicht qualifiziert | - 1993: nicht qualifiziert - 1994: Vierter Platz - 1995: Vorrunde - 1996: Vorrunde - 1997: Zweiter Platz - 1998: nicht qualifiziert - 1999: nicht qualifiziert - 2000: nicht qualifiziert - 2001: nicht qualifiziert danach U-17-Europameisterschaft |

## Statistik

### Liste der Länderspiele
Die Liste führt alle Pflichtspiele der U-16-Nationalmannschaft bis 1999 sowie sämtliche Länderspiele seit dem Jahr 2000 auf.
| Datum         | Ergebnis        | Gegner             | Austragungsort            | Anlass                       | Bemerkungen                                  |
| ------------- | --------------- | ------------------ | ------------------------- | ---------------------------- | -------------------------------------------- |
| 30. Okt. 1980 | 1:1             | Tschechoslowakei   | Wien                      | EM-Qualifikation             | 1. Länderspiel gegen die Tschechoslowakei    |
| 25. März 1981 | 0:2             | Tschechoslowakei   | Uherské Hradiště (CZE)    | EM-Qualifikation             |                                              |
| 19. Apr. 1981 | 0:1             | DDR                | Liezen                    | EM-Qualifikation             | 1. Länderspiel gegen die DDR                 |
| 17. Juni 1981 | 0:0             | Polen              | Linz                      | EM-Qualifikation             | 1. Länderspiel gegen Polen                   |
| 23. Sep. 1981 | 0:0             | Polen              | Warschau (POL)            | EM-Qualifikation             |                                              |
| 21. Okt. 1981 | 0:0             | DDR                | Torgau (DEU)              | EM-Qualifikation             |                                              |
| 15. Juni 1983 | 0:2             | Italien            | Villach                   | EM-Qualifikation             | 1. Länderspiel gegen Italien                 |
| 12. Okt. 1983 | 0:1             | Italien            | Venedig (ITA)             | EM-Qualifikation             |                                              |
| 26. März 1985 | 1:2             | DDR                | Traun                     | EM-Qualifikation             |                                              |
| 3. Apr. 1985  | 1:2             | DDR                | Hettstedt (DEU)           | EM-Qualifikation             |                                              |
| 22. Okt. 1985 | 2:2             | Polen              | Zwettl                    | EM-Qualifikation             |                                              |
| 22. März 1986 | 2:2 (4:2 i. E.) | Polen              | Bydgoszcz (POL)           | EM-Qualifikation             |                                              |
| 1. Mai 1986   | 1:1             | DDR                | Thessaloniki (GRI)        | Europameisterschaft          |                                              |
| 3. Mai 1986   | 0:4             | Tschechoslowakei   | Thessaloniki (GRI)        | Europameisterschaft          |                                              |
| 5. Mai 1986   | 0:2             | Dänemark           | Thessaloniki (GRI)        | Europameisterschaft          | 1. Länderspiel gegen Dänemark                |
| 21. Okt. 1986 | 0:0             | Bulgarien          | Hollabrunn                | EM-Qualifikation             | 1. Länderspiel gegen Bulgarien               |
| 29. März 1987 | 2:1             | Bulgarien          | Plowdiw (BUL)             | EM-Qualifikation             |                                              |
| 25. Mai 1987  | 0:0             | Norwegen           | Poitiers (FRA)            | Europameisterschaft          | 1. Länderspiel gegen Norwegen                |
| 27. Mai 1987  | 0:1             | Sowjetunion        | Blois (FRA)               | Europameisterschaft          | 1. Länderspiel gegen die Sowjetunion         |
| 29. Mai 1987  | 1:1             | Jugoslawien        | Angers (FRA)              | Europameisterschaft          | 1. Länderspiel gegen Jugoslawien             |
| 2. Dez. 1987  | 1:2             | Griechenland       | Veria (GRI)               | EM-Qualifikation             | 1. Länderspiel gegen Griechenland            |
| 30. März 1988 | 2:0             | Griechenland       | Köflach                   | EM-Qualifikation             |                                              |
| 11. Mai 1988  | 0:1             | Finnland           | Alicante (SPA)            | Europameisterschaft          | 1. Länderspiel gegen Finnland                |
| 13. Mai 1988  | 0:3             | BR Deutschland     | Benidorm (SPA)            | Europameisterschaft          | 1. Länderspiel gegen Deutschland             |
| 15. Mai 1988  | 1:0             | Norwegen           | Elda (SPA)                | Europameisterschaft          |                                              |
| 7. Dez. 1988  | 1:1             | Türkei             | Manisa (TUR)              | EM-Qualifikation             | 1. Länderspiel gegen die Türkei              |
| 21. März 1989 | 0:0             | Türkei             | Traun                     | EM-Qualifikation             |                                              |
| 4. Mai 1989   | 3:9             | Dänemark           | Vejle (DEN)               | Europameisterschaft          |                                              |
| 6. Mai 1989   | 2:3             | Frankreich         | Aarhus (DEN)              | Europameisterschaft          | 1. Länderspiel gegen Frankreich              |
| 8. Mai 1989   | 0:2             | Jugoslawien        | Odder (DEN)               | Europameisterschaft          |                                              |
| 8. Nov. 1989  | 1:0             | Türkei             | Istanbul (TUR)            | EM-Qualifikation             |                                              |
| 4. Apr. 1990  | 1:2             | Türkei             | Hartberg                  | EM-Qualifikation             |                                              |
| 7. Nov. 1990  | 1:0             | Niederlande        | Hattem (NED)              | EM-Qualifikation             | 1. Länderspiel gegen die Niederlande         |
| 28. Nov. 1990 | 1:1             | Niederlande        | Schwechat                 | EM-Qualifikation             |                                              |
| 8. Mai 1991   | 3:1             | Deutschland        | St. Gallen (SUI)          | Europameisterschaft          |                                              |
| 10. Mai 1991  | 2:1             | Bulgarien          | Wil (SUI)                 | Europameisterschaft          |                                              |
| 12. Mai 1991  | 0:1             | Schweden           | St. Gallen (SUI)          | Europameisterschaft          | 1. Länderspiel gegen Schweden                |
| 13. Nov. 1991 | 2:5             | Frankreich         | Sens (FRA)                | EM-Qualifikation             |                                              |
| 25. März 1992 | 0:1             | Frankreich         | Dornbirn                  | EM-Qualifikation             |                                              |
| 11. Nov. 1992 | 1:0             | Nordirland         | Rohrbach                  | EM-Qualifikation             | 1. Länderspiel gegen Nordirland              |
| 1. Dez. 1992  | 0:1 (3:4 i. E.) | Nordirland         | Belfast (NIR)             | EM-Qualifikation             |                                              |
| 26. Okt. 1993 | 3:0             | Finnland           | Ziersdorf                 | EM-Qualifikation             |                                              |
| 30. Okt. 1993 | 2:1             | Bulgarien          | Stockerau                 | EM-Qualifikation             |                                              |
| 26. Apr. 1994 | 1:0             | Albanien           | Dundalk (IRL)             | Europameisterschaft          | 1. Länderspiel gegen Albanien                |
| 28. Apr. 1994 | 1:1             | Spanien            | Dundalk (IRL)             | Europameisterschaft          | 1. Länderspiel gegen Spanien                 |
| 26. Apr. 1994 | 1:1 (3:4 i. E.) | Belarus            | Drogheda (IRL)            | Europameisterschaft          | 1. Länderspiel gegen Belarus                 |
| 3. Mai 1994   | 2:0             | Russland           | Dublin (IRL)              | Europameisterschaft          | 1. Länderspiel gegen Russland                |
| 5. Mai 1994   | 0:1             | Türkei             | Dublin (IRL)              | Europameisterschaft          |                                              |
| 8. Mai 1994   | 0:2             | Ukraine            | Dublin (IRL)              | Europameisterschaft          | 1. Länderspiel gegen die Ukraine             |
| 5. Okt. 1994  | 1:1             | Moldau             | Atzenbrugg                | EM-Qualifikation             | 1. Länderspiel gegen Moldau                  |
| 9. Okt. 1994  | 4:0             | Albanien           | Herzogenburg              | EM-Qualifikation             |                                              |
| 24. Apr. 1995 | 1:0             | Norwegen           | Maasmechelen (BEL)        | Europameisterschaft          |                                              |
| 26. Apr. 1995 | 0:1             | Frankreich         | Hasselt (BEL)             | Europameisterschaft          |                                              |
| 28. Apr. 1995 | 0:0             | Belgien            | Tongern (BEL)             | Europameisterschaft          | 1. Länderspiel gegen Belgien                 |
| 29. Apr. 1996 | 0:1             | Irland             | St. Pölten                | EM-Qualifikation             | 1. Länderspiel gegen Irland                  |
| 1. Mai 1996   | 0:0             | Polen              | Herzogenburg              | EM-Qualifikation             |                                              |
| 3. Mai 1996   | 2:2             | Portugal           | Ziersdorf                 | EM-Qualifikation             | 1. Länderspiel gegen Portugal                |
| 5. März 1997  | 5:0             | Liechtenstein      | Nikosia (CYP)             | EM-Qualifikation             | 1. Länderspiel gegen Liechtenstein           |
| 7. März 1997  | 0:0             | Zypern             | Nikosia (CYP)             | EM-Qualifikation             | 1. Länderspiel gegen Zypern                  |
| 28. Apr. 1997 | 4:0             | Polen              | Nordhausen (DEU)          | Europameisterschaft          |                                              |
| 30. Apr. 1997 | 0:2             | Ukraine            | Goslar (DEU)              | Europameisterschaft          |                                              |
| 2. Mai 1997   | 0:2             | Spanien            | Wernigerode (DEU)         | Europameisterschaft          |                                              |
| 5. Mai 1997   | 3:0             | Türkei             | Lehrte (DEU)              | Europameisterschaft          |                                              |
| 7. Mai 1997   | 0:0 (6:5 i. E.) | Schweiz            | Minden (DEU)              | Europameisterschaft          | 1. Länderspiel gegen die Schweiz             |
| 10. Mai 1997  | 0:0 (4:5 i. E.) | Spanien            | Celle (DEU)               | Europameisterschaft (Finale) |                                              |
| 3. Okt. 1997  | 9:1             | San Marino         | Seixal (POR)              | EM-Qualifikation             | 1. Länderspiel gegen San Marino              |
| 5. Okt. 1997  | 0:1             | Portugal           | Amora (POR)               | EM-Qualifikation             |                                              |
| 22. Okt. 1998 | 2:0             | Georgien           | Saalfelden                | EM-Qualifikation             | 1. Länderspiel gegen Georgien                |
| 24. Okt. 1998 | 1:1             | Aserbaidschan      | Saalfelden                | EM-Qualifikation             | 1. Länderspiel gegen Aserbaidschan           |
| 26. Okt. 1998 | 0:0             | Griechenland       | Saalfelden                | EM-Qualifikation             |                                              |
| 2. Jan. 2000  | 0:1             | Türkei             | Lod (ISR)                 | Freundschaftsspiel           |                                              |
| 3. Jan. 2000  | 0:2             | Schweiz            | Lod (ISR)                 | Freundschaftsspiel           |                                              |
| 14. März 2000 | 1:1             | Schottland         | Castelo Branco (POR)      | EM-Qualifikation             | 1. Länderspiel gegen Schottland              |
| 16. März 2000 | 0:3             | Portugal           | Castelo Branco (POR)      | EM-Qualifikation             |                                              |
| 24. Apr. 2000 | 3:1             | Niederlande        | Larne (NIR)               | Freundschaftsspiel           |                                              |
| 25. Apr. 2000 | 2:1             | Nordirland         | Ballyclare (NIR)          | Freundschaftsspiel           |                                              |
| 26. Apr. 2000 | 3:0             | Vereinigte Staaten | Broughshane (NIR)         | Freundschaftsspiel           | 1. Länderspiel gegen die Vereinigten Staaten |
| 29. Apr. 2000 | 3:1             | Schweiz            | Ballymena (NIR)           | Freundschaftsspiel           |                                              |
| 23. Mai 2000  | 3:3             | Kroatien           | Velden am Wörther See     | Freundschaftsspiel           | 1. Länderspiel gegen Kroatien                |
| 24. Mai 2000  | 4:0             | Kroatien           | Villach                   | Freundschaftsspiel           |                                              |
| 24. Aug. 2000 | 1:0             | Irland             | Wien                      | Freundschaftsspiel           |                                              |
| 25. Aug. 2000 | 0:1             | Deutschland        | Wien                      | Freundschaftsspiel           |                                              |
| 24. Mai 2000  | 0:1             | Brasilien          | Wien                      | Freundschaftsspiel           | 1. Länderspiel gegen Brasilien               |
| 7. Sep. 2001  | 1:1             | Luxemburg          | Mattersburg               | Freundschaftsspiel           | 1. Länderspiel gegen Luxemburg               |
| 23. Okt. 2002 | 1:2             | Polen              | Bielsko-Biała (POL)       | Freundschaftsspiel           |                                              |
| 10. Sep. 2003 | 0:1             | Irland             | Dublin (IRL)              | Freundschaftsspiel           |                                              |
| 22. Okt. 2003 | 2:1             | Slowakei           | Mistelbach                | Freundschaftsspiel           | 1. Länderspiel gegen die Slowakei            |
| 11. Aug. 2004 | 2:0             | Slowakei           | Senec (SVK)               | Freundschaftsspiel           |                                              |
| 14. Sep. 2005 | 3:1             | Ungarn             | Mosonmagyaróvár (HUN)     | Freundschaftsspiel           | 1. Länderspiel gegen Ungarn                  |
| 19. Okt. 2005 | 0:1             | Italien            | Limone sul Garda (ITA)    | Freundschaftsspiel           |                                              |
| 18. Okt. 2006 | 0:1             | Slowenien          | Šenčur (SVN)              | Freundschaftsspiel           | 1. Länderspiel gegen Slowenien               |
| 13. Nov. 2007 | 0:4             | Türkei             | Istanbul (TUR)            | Freundschaftsspiel           |                                              |
| 14. Okt. 2008 | 4:2             | Tschechien         | Gmünd                     | Freundschaftsspiel           | 1. Länderspiel gegen Tschechien              |
| 16. Okt. 2008 | 0:3             | Tschechien         | Kaplice (CZE)             | Freundschaftsspiel           |                                              |
| 14. Aug. 2009 | 8:0             | Liechtenstein      | Eschen (LIE)              | Freundschaftsspiel           |                                              |
| 16. Aug. 2009 | 2:6             | Deutschland        | Vaduz (LIE)               | Freundschaftsspiel           |                                              |
| 15. Sep. 2009 | 3:2             | Slowakei           | Senec (SVK)               | Freundschaftsspiel           |                                              |
| 21. Okt. 2009 | 2:1             | Slowenien          | Villach                   | Freundschaftsspiel           |                                              |
| 18. Aug. 2010 | 4:0             | Slowenien          | Feistritz an der Drau     | Freundschaftsspiel           |                                              |
| 28. Sep. 2010 | 4:1             | Ungarn             | Villach                   | Freundschaftsspiel           |                                              |
| 30. Sep. 2010 | 1:3             | Ungarn             | Mosonmagyaróvár (HUN)     | Freundschaftsspiel           |                                              |
| 27. Okt. 2010 | 0:1             | Slowakei           | Sereď (SVK)               | Freundschaftsspiel           |                                              |
| 11. Mai 2011  | 1:0             | Slowakei           | Sereď (SVK)               | Freundschaftsspiel           |                                              |
| 8. Juni 2011  | 3:1             | Slowenien          | Graz                      | Freundschaftsspiel           |                                              |
| 7. Sep. 2011  | 1:2             | Ungarn             | Bük (HUN)                 | Freundschaftsspiel           |                                              |
| 9. Nov. 2011  | 1:3             | Schweiz            | Goldach (SUI)             | Freundschaftsspiel           |                                              |
| 24. Apr. 2012 | 1:2             | Irland             | Leoben                    | Freundschaftsspiel           |                                              |
| 26. Apr. 2012 | 1:2             | Irland             | Leoben                    | Freundschaftsspiel           |                                              |
| 8. Mai 2012   | 3:0             | Ungarn             | Purbach am Neusiedler See | Freundschaftsspiel           |                                              |
| 10. Mai 2012  | 1:2             | Ungarn             | Lipót (HUN)               | Freundschaftsspiel           |                                              |
| 12. Juni 2012 | 5:1             | Nordirland         | Trumau                    | Freundschaftsspiel           |                                              |
| 14. Juni 2012 | 2:0             | Nordirland         | Bruck an der Leitha       | Freundschaftsspiel           |                                              |
| 19. Sep. 2012 | 3:0             | Slowakei           | Trumau                    | Freundschaftsspiel           |                                              |
| 5. Okt. 2012  | 2:2             | Deutschland        | Ried im Innkreis          | Freundschaftsspiel           |                                              |
| 8. Okt. 2012  | 1:6             | Deutschland        | Horn                      | Freundschaftsspiel           |                                              |
| 30. Okt. 2012 | 2:3             | Belgien            | Battice (BEL)             | Freundschaftsspiel           |                                              |
| 1. Nov. 2012  | 2:1             | Belgien            | Blegny (BEL)              | Freundschaftsspiel           |                                              |
| 9. Feb. 2013  | 1:1             | Niederlande        | Faro (POR)                | UEFA Development Tournament  |                                              |
| 10. Feb. 2013 | 0:1             | Portugal           | Albufeira (POR)           | UEFA Development Tournament  |                                              |
| 12. Feb. 2013 | 1:1             | Schottland         | Faro (POR)                | UEFA Development Tournament  |                                              |
| 30. Apr. 2013 | 1:0             | Ungarn             | Ritzing                   | Freundschaftsspiel           |                                              |
| 11. Juni 2013 | 3:1             | Malta              | Attard (MLT)              | Freundschaftsspiel           | 1. Länderspiel gegen Malta                   |
| 13. Juni 2013 | 1:0             | Malta              | Attard (MLT)              | Freundschaftsspiel           |                                              |
| 10. Sep. 2013 | 2:4             | Polen              | Zielona Góra (POL)        | Freundschaftsspiel           |                                              |
| 12. Sep. 2013 | 2:1             | Polen              | Żary (POL)                | Freundschaftsspiel           |                                              |
| 8. Okt. 2013  | 0:2             | Dänemark           | Nykøbing Falster (DEN)    | Freundschaftsspiel           |                                              |
| 10. Okt. 2013 | 2:3             | Dänemark           | Nykøbing Falster (DEN)    | Freundschaftsspiel           |                                              |
| 5. Nov. 2013  | 1:1             | Italien            | Vittorio Veneto (ITA)     | Freundschaftsspiel           |                                              |
| 7. Nov. 2013  | 1:1             | Italien            | Oderzo (ITA)              | Freundschaftsspiel           |                                              |
| 9. Apr. 2014  | 5:0             | Mazedonien         | Skopje (MKD)              | Freundschaftsspiel           | 1. Länderspiel gegen Mazedonien              |
| 13. Mai 2014  | 2:2             | Irland             | Magglingen (SUI)          | UEFA Development Tournament  |                                              |
| 14. Mai 2014  | 0:2             | Kroatien           | Magglingen (SUI)          | UEFA Development Tournament  |                                              |
| 16. Mai 2014  | 1:1             | Schweiz            | Magglingen (SUI)          | UEFA Development Tournament  |                                              |
| 9. Sep. 2014  | 6:1             | Slowenien          | Bled (SVN)                | Freundschaftsspiel           |                                              |
| 11. Sep. 2014 | 6:0             | Slowenien          | Bad Kleinkirchheim        | Freundschaftsspiel           |                                              |
| 2. Okt. 2014  | 0:4             | Deutschland        | Seligenporten (DEU)       | Freundschaftsspiel           |                                              |
| 5. Okt. 2014  | 2:3             | Deutschland        | Schwabach (DEU)           | Freundschaftsspiel           |                                              |
| 4. Nov. 2014  | 0:4             | Schweiz            | Goldach (SUI)             | Freundschaftsspiel           |                                              |
| 6. Nov. 2014  | 2:3             | Schweiz            | Goldach (SUI)             | Freundschaftsspiel           |                                              |
| 15. Feb. 2015 | 1:1             | Irland             | Dublin (IRL)              | UEFA Development Tournament  |                                              |
| 16. Feb. 2015 | 2:0             | Dänemark           | Dublin (IRL)              | UEFA Development Tournament  |                                              |
| 18. Feb. 2015 | 1:5             | Tschechien         | Dublin (IRL)              | UEFA Development Tournament  |                                              |
| 24. Apr. 2015 | 1:0             | Brasilien          | Klagenfurt am Wörthersee  | Turnier der Nationen         |                                              |
| 26. Apr. 2015 | 2:0             | Albanien           | Hermagor                  | Turnier der Nationen         |                                              |
| 27. Apr. 2015 | 1:1             | Mexiko             | Arnoldstein               | Turnier der Nationen         | 1. Länderspiel gegen Mexiko                  |
| 29. Apr. 2015 | 2:0             | Slowenien          | Kötschach-Mauthen         | Turnier der Nationen         |                                              |
| 1. Mai 2015   | 2:3             | Vereinigte Staaten | Gradisca d’Isonzo (ITA)   | Turnier der Nationen         |                                              |
| 26. Mai 2015  | 0:2             | Portugal           | Vendas Novas (POR)        | Freundschaftsspiel           |                                              |
| 28. Mai 2015  | 0:0             | Portugal           | Vendas Novas (POR)        | Freundschaftsspiel           |                                              |
| 15. Sep. 2015 | 2:1             | Tschechien         | Gmünd                     | Freundschaftsspiel           |                                              |
| 17. Sep. 2015 | 3:2             | Tschechien         | Třeboň (CZE)              | Freundschaftsspiel           |                                              |
| 22. Okt. 2015 | 2:4             | Deutschland        | Kuchl                     | Freundschaftsspiel           |                                              |
| 24. Okt. 2015 | 1:2             | Deutschland        | Hallein                   | Freundschaftsspiel           |                                              |
| 5. Apr. 2016  | 1:0             | Litauen            | Sieghartskirchen          | Freundschaftsspiel           | 1. Länderspiel gegen Litauen                 |
| 7. Apr. 2016  | 1:1             | Litauen            | Lindabrunn                | Freundschaftsspiel           |                                              |
| 2. Mai 2016   | 1:2             | Slowakei           | Telki (HUN)               | UEFA Development Tournament  |                                              |
| 4. Mai 2016   | 2:0             | Irland             | Telki (HUN)               | UEFA Development Tournament  |                                              |
| 6. Mai 2016   | 0:1             | Ungarn             | Telki (HUN)               | UEFA Development Tournament  |                                              |
| 30. Sep. 2016 | 0:0             | Deutschland        | Rotenburg (Wümme) (DEU)   | Freundschaftsspiel           |                                              |
| 3. Okt. 2016  | 0:2             | Deutschland        | Delmenhorst (DEU)         | Freundschaftsspiel           |                                              |
| 27. Feb. 2017 | 2:2             | Island             | Riccarton (SCO)           | UEFA Development Tournament  | 1. Länderspiel gegen Island                  |
| 1. März 2017  | 2:1             | Kroatien           | Riccarton (SCO)           | UEFA Development Tournament  |                                              |
| 3. März 2017  | 2:2             | Schottland         | Riccarton (SCO)           | UEFA Development Tournament  |                                              |
| 7. Apr. 2017  | 3:0             | Türkei             | Jenbach                   | Freundschaftsspiel           |                                              |
| 9. Apr. 2017  | 1:3             | Türkei             | Jenbach                   | Freundschaftsspiel           |                                              |
| 16. Juni 2017 | 2:1             | Slowenien          | Bad Radkersburg           | Freundschaftsspiel           |                                              |
| 18. Juni 2017 | 3:2             | Slowenien          | Gornja Radgona (SVN)      | Freundschaftsspiel           |                                              |
| 11. Sep. 2017 | 1:3             | Deutschland        | Eisenstadt                | Freundschaftsspiel           |                                              |
| 13. Sep. 2017 | 1:2             | Deutschland        | Eisenstadt                | Freundschaftsspiel           |                                              |
| 17. Okt. 2017 | 5:0             | Ungarn             | Telki (HUN)               | Freundschaftsspiel           |                                              |
| 19. Okt. 2017 | 3:3             | Ungarn             | Telki (HUN)               | Freundschaftsspiel           |                                              |
| 19. März 2018 | 4:0             | Malta              | Attard (MLT)              | Freundschaftsspiel           |                                              |
| 22. März 2018 | 3:0             | Malta              | Attard (MLT)              | Freundschaftsspiel           |                                              |
| 18. Mai 2018  | 2:0             | Türkei             | Smögen (SWE)              | UEFA Development Tournament  |                                              |
| 20. Mai 2018  | 3:0             | Irland             | Stenungsund (SWE)         | UEFA Development Tournament  |                                              |
| 22. Mai 2018  | 2:1             | Schweden           | Henån (SWE)               | UEFA Development Tournament  |                                              |
| 7. Sep. 2018  | 2:3             | Zypern             | Pyhra                     | Drei-Nationen-Turnier        |                                              |
| 9. Sep. 2018  | 3:2             | Deutschland        | Ober-Grafendorf           | Drei-Nationen-Turnier        |                                              |
| 23. Okt. 2018 | 1:4             | Polen              | Ustroń (POL)              | Freundschaftsspiel           |                                              |
| 25. Okt. 2018 | 2:4             | Polen              | Skoczów (POL)             | Freundschaftsspiel           |                                              |
| 30. Okt. 2018 | 0:2             | Japan              | Vitry-sur-Seine (FRA)     | UEFA Development Tournament  | 1. Länderspiel gegen Japan                   |
| 1. Nov. 2018  | 2:4             | England            | Le Plessis-Trévise (FRA)  | UEFA Development Tournament  | 1. Länderspiel gegen England                 |
| 3. Nov. 2018  | 0:1             | Frankreich         | Toulon (FRA)              | UEFA Development Tournament  |                                              |
| 5. Feb. 2019  | 1:1             | Italien            | Lucca (ITA)               | Freundschaftsspiel           |                                              |
| 7. Feb. 2019  | 3:2             | Italien            | Tirrenia (ITA)            | Freundschaftsspiel           |                                              |
| 3. Apr. 2019  | 8:0             | Bolivien           | Duga Resa (CRO)           | UEFA Development Tournament  | 1. Länderspiel gegen Bolivien                |
| 5. Apr. 2019  | 1:1 (6:5 n. E.) | Kroatien           | Duga Resa (CRO)           | UEFA Development Tournament  |                                              |
| 7. Apr. 2019  | 4:1             | Island             | Lučko (CRO)               | UEFA Development Tournament  |                                              |
| 4. Juni 2019  | 1:0             | Spanien            | Rohrbach an der Gölsen    | Freundschaftsspiel           |                                              |
| 6. Juni 2019  | 1:0             | Spanien            | Lindabrunn                | Freundschaftsspiel           |                                              |
| 5. Sep. 2019  | 1:0             | Deutschland        | Delmenhorst (DEU)         | Freundschaftsspiel           |                                              |
| 8. Sep. 2019  | 1:2             | Deutschland        | Rotenburg (Wümme) (DEU)   | Freundschaftsspiel           |                                              |
| 22. Okt. 2019 | 0:0             | Schweiz            | Schruns                   | Freundschaftsspiel           |                                              |
| 24. Okt. 2019 | 1:0             | Schweiz            | Bludenz                   | Freundschaftsspiel           |                                              |
| 13. Nov. 2019 | 7:3             | Zypern             | Mattersburg               | Freundschaftsspiel           |                                              |
| 15. Nov. 2019 | 2:1             | Zypern             | Mattersburg               | Freundschaftsspiel           |                                              |
| 26. Feb. 2020 | 2:0             | Russland           | Omiš (CRO)                | UEFA Development Tournament  |                                              |
| 29. Feb. 2020 | 0:3             | Saudi-Arabien      | Omiš (CRO)                | UEFA Development Tournament  | 1. Länderspiel gegen Saudi-Arabien           |
| 3. März 2020  | 2:0             | Kroatien           | Solin (CRO)               | UEFA Development Tournament  |                                              |